# Pterolophia tricolor
Pterolophia tricolor là một loài bọ cánh cứng trong họ Cerambycidae.